# ВПЗК
Взводний пересувний звукометричний комплекс, ВПЗК (рос. Взводный передвижной звукометрический комплекс) — використовувався для розвідки координат стріляючих ворожих гармат та коригування стрільби своєї артилерії по звуку пострілів та звуку розривів снарядів. Знаходився на озброєнні в радянській армії (1970—1980 роки) в штаті батареї артилерійської розвідки артилерійського полку. Підрозділ включав 31 людину особового складу та 7 одиниць автомобільної техніки- 2 автомобілі на базі ГАЗ-66 «центральні пости» (ЦП-1 та ЦП-2) та 5 автомобілів на базі УАЗ-469, з них 2 автомобілі обладнані апаратурою топографічної прив'язки позицій, 1 автомобіль обладнаний під «пункт попередження» (для запуску усього комплексу в роботу) та 2-х автомобілів (базових) для транспортування обладнання і особового складу на бойові позиції.
В автомобілі ГАЗ-66 (ЦП-1) розташовувалась станція чорнильного запису СЧЗ-6, яка використовувалась для основних розрахунків та вимірювань. Інший автомобіль ЦП-2 використовувався для транспортування особового складу та його відпочинку. Крім того в ньому розташовувалась метеостанція, зарядна станція акумуляторів для радіостанцій з бензогенератором та комплектом ЗІП. Індексне позначення військової техніки ВПЗК: 1Б22 - АЗК-Б; АЗК-5, АЗК-7.